# Arthur Sercu
Arthur Alfons Sercu (Roeselare, 28 juli 1895 – 11 november 1969) was een Belgisch volksvertegenwoordiger.

## Levensloop
Sercu was een zoon van Jules Sercu en van Clementina Kinsabil. Hij trouwde met Marie Vanneste.
Hij begon als wever en werd actief in de socialistische vakbond. In 1925 werd Sercu bode in vaste dienst van het Algemeen Belgisch Vakverbond. In 1926 werd hij secretaris van de federatie van socialistische vakbonden van Roeselare en omliggende, in 1933 werd hij voorzitter van de gewestelijke afdeling van de textielcentrale. In 1940-1941 was hij lid van de Unie van Hand- en Geestesarbeiders. Vanaf 1946 was hij voorzitter van de BSP-afdeling voor het arrondissement Roeselare.
In 1927 werd hij gemeenteraadslid van Roeselare en bleef dit tot aan zijn dood. Eveneens tot aan zijn dood was hij schepen vanaf 1965.
Van 1931 tot 1946 was hij socialistisch provincieraadslid.
In 1946 werd hij verkozen tot socialistisch volksvertegenwoordiger voor het arrondissement Roeselare en hij vervulde dit mandaat tot in 1961.